# Frank Trojahn
Frank Trojahn (født 20. august 1963 i Sønderborg) er en dansk søofficer og tidligere chef for Marinestaben. Frank Trojahn er uddannet fra Søværnets Officersskole (OGU) i 1986, og har operativ erfaring bl.a. som chef for Støtteskibet Absalon i antipiratoperationer ud for Afrikas Horn.
Den 16. april 2013, overtog Frank Trojahn kommandoen over Søværnets Operative Kommando, og blev samtidigt udnævnt til kontreadmiral. Han var efterfølgende chef for Udviklings- og Planlægningsstaben i Forsvarskommandoen og har siden 2021 været dansk forsvarsattaché i Washington, D.C. Han er gift og er bl.a. kommandør af Dannebrogordenen.